# Folklistan
Folklistan var en svensk valsamverkan mellan enskilda kandidater som kandiderade i Europaparlamentsvalet 2024. Folklistan lanserades av före detta socialdemokraten Jan Emanuel och före detta kristdemokraten Sara Skyttedal i april 2024. De var också partiets två toppkandidater. De fick 0,62 procent av rösterna och därmed inga mandat i EU-parlamentet och Jan Emanuel meddelade några veckor senare att Folklistan lägger ned verksamheten.

## Ideologi
Folklistan hade ingen uttalad ideologi utan såg sig som en "valsamverkan mellan människor med olika politisk bakgrund från höger till vänster som har tröttnat på hämmande partikulturer och partipiskor".

## Politiskt program
Folklistan hade tio prioriteringar i sitt partiprogram inför EU-valet 2024: skicka kriminella svenskar i fängelse utomlands; bygg en europeiskt polismakt genom kraftigt utökade resurser och befogenheter för Europol; skrota asylrätten; bygg ett Fort EU genom att öka Europeiska försvarsfondens budget; stoppa slöseriet och banta EU:s budget; rädda den svenska arbetsmarknadsmodellen från EU; riv upp delar av EU:s klimatpaket Fit for 55; släpp snuset fritt i EU; rädda fiskbestånden i Östersjön och förbättra det europeiska djurskyddet.

## Historia
Sara Skyttedal valdes till EU-parlamentsledamot 2019 för Kristdemokraterna, men hon lämnade partiet i februari 2024 efter att ha petats som toppnamn från deras EU-lista. Hon satt dock kvar i EU-parlamentet som politisk vilde, men presenteras som representant för Folklistan på Europaparlamentets presentationssida. I början av april 2024 uppmärksammades att hon registrerat ett nytt parti med namnet Folklistan, och det lanserades sedermera i Henrik Jönssons program 100 % på Youtube.
Under en pressträff dagen efter lanseringen presenterades ytterligare fyra namn på partiets EU-lista. En av dem, kommunpolitikern Håkan Wretsell i Vellinge, lämnade dock inte samtycke. Istället tillkom Sverigedemokraternas EU-parlamentariker Johan Nissinen på sjätteplatsen. Han meddelade att han lämnade partiet och var listad som representant för Folklistan i Europaparlamentet.
Efter att partiet bara fick 0,62 procent av rösterna i EU-parlamentsvalet 2024 meddelande Jan Emanuel att partiet skulle läggas ner.

## Valresultat

### EU-valet 2024
Partiet fick 25 901 röster (0,62 procent) men inga mandat. Det gjorde dem till det största av de småpartier som inte sitter i riksdagen.
Partiets valsedel inför EU-valet 2024 hade sex namn. På valsedeln presenterades kandidaterna med den partitillhörighet de hade innan Folklistan grundades.
1. Jan Emanuel, traditionell socialdemokrat, Norrtälje, 12 761 personröster
2. Sara Skyttedal, konservativ kristdemokrat, Stockholm, 2 743  personröster
3. Hans Palo, fackligt aktiv, Övertorneå, 165 personröster
4. Amilia Stapelfeldt, oberoende liberal, Stockholm, 318 personröster
5. Peter Söderlund, miljöpartist, Tyresö, 52 personröster
6. Johan Nissinen, sverigedemokrat, Värnamo, 33 personröster

Partiet valde att inte låsa listan. Ytterligare närmare 650 personer anmälde sig som kandidater för Folklistan.